# Râle tricolore
Rallina tricolor
Espèce
Statut de conservation UICN

 LC  : Préoccupation mineure
Le Râle tricolore (Rallina tricolor) est une espèce d'oiseaux de la famille des Rallidae.
Cet oiseau peuple la Nouvelle-Guinée, l'Est de la péninsule du cap York et îles avoisinantes (Aru, Tanimbar et Nouvelle-Irlande en particulier).